# Trichaeta caffraria
Trichaeta caffraria là một loài bướm đêm thuộc phân họ Arctiinae, họ Erebidae.